# Creu de terme de Tiana
La Creu de terme de Tiana és una obra de Tiana (Maresme) inclosa a l'Inventari del Patrimoni Arquitectònic de Catalunya.

## Descripció
És una creu de terme, encara que no indica l'entrada al mateix. De factura contemporània, es pot incloure dins un estil historicista neomedieval.
El fust poligonal està decorat amb alguns elements geomètrics esculpits a la pedra, i la creu pròpiament dita està formada per quatre cercles, un a cada extrem dels braços de la creu i al centre de la mateixa, decorats amb escenes de la vida de Crist, entre les quals destaca la de la part central que representa la Pietat. Les figures són d'un estil bastant lineal. Els angles que formen els braços de la creu estan decorats amb reganyols de ferro forjat.
La Creu fou realitzada l'any 1952.